# The Masquerade Overture
The Masquerade Overture – album studyjny zespołu Pendragon z 1996.

## Spis utworów
Album zawiera utwory:
1. The Masquerade Overture – 3:02
2. As Good as Gold – 7:15
3. Paintbox – 8:36
4. The Pursuit of Excellence – 2:36
5. Guardian of my Soul – 12:39
6. The Shadow – 9:54
7. Masters of Illusion – 12:50

Utwory z bonusowej edycji:
1. As Good As Gold (edit) – 3:27
2. Masters Of Illusion (edit) – 3:33
3. Schizo – 6:59
4. The King Of The Castle (The Shadow part 2) – 4:45

## Skład zespołu
Twórcami albumu są:
- Nick Barrett – śpiew, gitara
- Clive Nolan – instrumenty klawiszowe
- Peter Gee – gitara basowa, gitara
- Fudge Smith – instrumenty perkusyjne